# MK-912
MK-912 je agonist alfa adrenergičkog receptora.